# Future Islands
Future Islands (с англ. — «Острова будущего») — американская синти-поп-группа из Балтимора, штат Мэриленд, в состав которой входят Геррит Уэлмерс (клавишные и программирование), Уильям Кэшион (бас-гитара, акустическая и электрогитара), Сэмюэл Т. Херринг (тексты песен и вокал) и Майкл Лоури (ударные). Группа была сформирована в январе 2006 года Уэлмерсом, Кэшионом и Херрингом — оставшимися участниками студенческой группы по перформансу Art Lord & the Self-Portraits — и барабанщиком Эриком Мурильо.
Future Islands стали известны в 2014 году с их четвёртым альбомом Singles, выпущенным лейблом 4AD. Их главный сингл «Seasons (Waiting on You)» был признан лучшей песней 2014 года по версии Pitchfork и NME, а их выступление на Позднем шоу с Дэвидом Леттерманом в марте 2014 года стало самым просматриваемым видео на странице шоу на YouTube.

## Характеристики
Стиль
Музыкальный стиль Future Islands был обозначен как синти-поп, но группа постоянно отвергала эту классификацию, считая себя «пост-вейвом», сочетая романтизм новой волны с мощью и драйвом постпанка.
Источники вдохновения
Участники группы имели очень разное музыкальное происхождение и восприятие: Сэм Херринг вырос, исполняя хип-хоп, Геррит Уэлмерс увлекался панк-роком и хеви-металом, а Уильям Кэшион увлекался инди-роком, гранжем, краут-роком и новой волной, поэтому многие синти-поп-влияния группы исходят от него. Кэшион также был большим поклонником The Cure и The Smashing Pumpkins, и на него оказали влияние басисты Питер Хук из Joy Division и New Order, а также Ким Дил из Pixies и The Breeders.
В то время как Уэлмерс и Херринг нашли общий язык через Danzig и Kool Keith, именно через «Trans-Europe Express» группы Kraftwerk, сэмплы которого использовал Afrika Bambaataa, Кэшион и Херринг нашли общий язык, когда формировали Art Lord & the Self-Portraits. Они объяснили:
«Наши ранние влияния были Kraftwerk, Joy Division и New Order, так что все это как бы исходило из этих звуков… Мы просто использовали то, что было в нашем распоряжении, чтобы творить, а это были старые клавиатуры Casio и Yamaha, одолжённая бас-гитара, одолженные усилители. Мы наскребли то, что могли, чтобы создавать музыку, странные шейкеры и звуковые генераторы и прочее, и это просто привело нас на путь. Такого рода вещи определили нас с самого начала, и мы придерживались этого звука, продолжали рисовать этой палитрой».
Херринг назвал Orchestral Manoeuvres in the Dark (OMD) «одним из самых больших влияний на Future Islands». Он сказал об их альбоме Dazzle Ships 1983 года: «Мы все просто влюбились в него. Мы не могли перестать его слушать, и он действительно стал огромным вдохновением и влиянием на создание нашего второго альбома In Evening Air». Кэшион подтвердил, что вся группа черпала вдохновение из «огромного сердца и души» OMD.
Лирика
Геррит Уэлмерс и Уильям Кэшион разрабатывают музыку, на которую Сэм Херринг отвечает текстами. Грустные тексты Херринга часто контрастируют с оптимистичным настроением музыки. Он объясняет: «Там, где песни всегда были оптимистичными и счастливыми, послание часто меланхолично. Мне это нравится, естественный инстинкт людей — отпустить свою защиту и танцевать, а затем они фактически позволяют словам просочиться внутрь. Вместо того чтобы отворачиваться от тьмы, они принимают свет и находят тьму. Я думаю, что обратное тоже верно».
Литературные влияния на творчество Херринга включают поэта Теодора Рётке — чья последняя книга стихов The Far Field дала название альбому Future Islands 2017 года и включает стихотворение «In Evening Air», которое даёт название их альбому 2010 года — и поэта Джека Гилберта, чья поэма и антология «The Great Fires» дали название одной из песен группы. Херринг также признался, что на него повлияла проза Итало Кальвино во время написания сингла «The Fountain».
Вокал
Весной 2014 года у Сэма Херринга диагностировали отёк Рейнке. По его словам «Есть четыре причины. Изжога, курение, слишком много разговоров или перенапряжение голосовых связок, а затем хроническое неправильное использование голосовых связок… вот как я пою. Так что, по сути, я был четыре из четырёх». Херринг начал компенсировать свои трудности брать определённые ноты рычанием, что стало отличительной чертой его вокала.
Живые выступления
Future Islands — это не просто студийная группа, они позиционируют себя как живая группа и много гастролируют. Фронтмен Сэм Херринг известен своими выступлениями на сцене. По словам Уильяма Кэшиона, «большая часть энергии шоу исходит от зрителей. Если зрители вкладывают свою энергию, мы можем вернуть её обратно. Это как обратная связь. Если зрители с нами и отдают нам свою энергию, нам будет легко её найти».
Стиль и презентация Art Lord & the Self-Portraits были определены школьным образованием её участников: группа должна была стать перформанс-проектом. Херринг упоминал Иэна Кёртиса, Джеймса Брауна и Элвиса Пресли как источники вдохновения, но его опыт в перформансе и концептуальном искусстве также нашёл отражение в его сценическом присутствии, даже для Future Islands.
«Я влюбился в перформанс, когда мне было 17, и вот что я обнаружил: я просто сидел и рисовал 20 часов подряд, делал это фотореалистичным, а затем помещал на доску, и люди это видели, и всё, или вы могли стоять на улице и выступать 30 минут с какой-то странной вещью, которую вы придумали с ходу, разыгрывать пьесу для всех, но люди будут проходить мимо, и вы получите реакцию. Они могут не понимать, что вы делаете, или им может быть всё равно, что вы делаете, но есть что-то, вы что-то зажгли в их головах. И это захватывающе — смотреть людям в глаза. Нет никаких ожиданий — вы можете создать для людей воспоминание, как я уже сказал, хорошее или плохое. Это может зацепить людей, и это круто».
Преданность Херринга сценическому перформансу не обошлась без физических последствий. Во время тура по Европе в составе Dan Deacon Ensemble в поддержку альбома Bromst Херринг был сбит пьяным зрителем в Париже. Шесть месяцев спустя он понял, что порвал переднюю крестообразную связку, и перенёс операцию в феврале 2010 года, продолжая выступать в последующие месяцы, надев наколенник, что можно увидеть на кадрах шоу Amoeba Music от 24 июня 2010 года. В 2014 году Херринг потерял сознание в аэропорту по пути на фестиваль Primavera Sound из-за истощения. Будучи реанимированным медиками, он всё же успел на свой самолёт и отыграл шоу тем вечером. В 2015 году он порвал мениск, делая приседание на разогреве у Моррисси в Red Rocks Amphitheatre 16 июля, но группа завершила оставшиеся четыре месяца тура Singles.
Гастроли
Future Islands отыграли более 1000 концертов за первые 10 лет. С 2013 года группа включает барабанщика в свои туры. В конце 2013 и начале 2014 года это был бывший барабанщик Double Dagger Денни Боуэн, который уже играл на барабанах и перкуссии в альбомах Future Islands In Evening Air, On the Water и Singles, а также на некоторых EP и синглах. Весной 2014 года из-за конфликтов в расписании гастролей между Future Islands и его собственной группой Roomrunner, Боуэна заменил Майк Лоури из балтиморских групп Lake Trout и Mt. Royal. Лоури также принимал участие в студийных сессиях The Far Field.
«Наши шоу направлены на создание действительно энергичной атмосферы, физической составляющей, и мы хотим, чтобы больше людей двигались — это главное. Мы хотим, чтобы они двигались или чтобы их трогала музыка. Для нас никогда не было странным, что у нас нет барабанщика, но для некоторых людей это было так — они говорили: «Откуда, черт возьми, берутся барабаны?».
Future Islands выступали на разогреве у Моррисси, Грейс Джонс, Phantogram, Titus Andronicus и Okkervil River. Они выступали на таких фестивалях, как Latitude, Great Escape, Primavera Sound, Glastonbury, Coachella, Øyafestivalen, Sziget, Bonnaroo, Sasquatch! и SXSW, среди прочих.
Дизайн обложек
Имея за плечами художественное прошлое, Future Islands придают большое значение обложкам своих альбомов. Уильям Кэшион заявил: «Я думаю, что наличие хорошего оформления — это большое дело для любой записи. Я думаю, что если у записи плохое оформление, я просто откажусь от него, я даже не дам ему шанса. Я думаю, что многие люди разделяют это мнение, что оформление очень важно». Оформление обложки Future Islands было делегировано разным художникам, как объясняет Сэм Херринг: «По мере появления проектов мы решаем, какие художественные стили лучше всего подходят к музыке и среде, а затем выбираем художников. Однако в первую очередь мы выбираем работы друзей, людей, с которыми мы стали близкими друзьями. Я думаю, что это вытягивает что-то более глубокое из целого, работая с близкими. Вы рождаете что-то большее, чем вы сами, когда вовлекаете идеи и умы других людей. Это всегда хорошо».
Кимия Наваби создала обложку для Wave Like Home, Feathers & Hallways (сингл), In Evening Air, Undressed (EP) и The Far Field. Она является наиболее часто появляющейся художницей и живёт в Бруклине. Она была участницей группы Art Lord & the Self-Portraits, которая была прото-Future Islands, и сняла видеоклип «Walking Through that Door» в покадровой анимации. Уильям Кэшион прокомментировал: «Наша подруга Кимия… как я уже сказал, мы пишем и записываем в нашем собственном мире, и она как бы делает… её работы определённо находятся в её собственном мире, в некотором смысле. Все изображения, которые она использует, её собственные. Мы учились с ней в колледже, и мы всегда восхищались её работами, и нам нравится работать с ней. Она также сделала обложку для нового EP и EP Feathers & Hallways. Мы определённо уделяем много внимания художественному оформлению и хотим, чтобы альбомы выглядели так же хорошо, как и звучали».
Елена Джонстон создала обложку для сплит-сингла On the Water, Future Islands / Lonnie Walker 7-дюймового Dream of You and Me. Она была сорежиссёром вместе с Уильямом Кэшионом видеоклипа «Dream of You and Me» и является создателем большого холста, который можно увидеть на заднем плане внутренних сцен видеоклипа «Ran». Об обложке On the Water Уильям Кэшион заявил: «Мы решили, что хотим, чтобы обложка альбома была свободной и абстрактной для этого альбома… Мы хотели цветные разводы. На самом деле обложка — это фрагмент картины, которую Елена уже создала». В другом интервью он добавил: «Было здорово работать с ней. Работа не была сделана специально для альбома. Мы выбрали её из серии картин и рисунков. Она также занималась большей частью типографики в альбоме».

## Дискография
Смотри статью «Дискография Future Islands» в англ. разделе.
- Wave Like Home (2008)
- In Evening Air (2010)
- On the Water (2011)
- Singles (2014)
- The Far Field (2017)
- As Long as You Are (2020)
- People Who Aren’t There Anymore (2024)